# جان مارتن شاركو
جان مارتن شاركو (بالفرنسية: Jean-Martin Charcot)‏، وُلد في 29 نوفمبر عام 1825، توفي في 16 أغسطس عام 1893، طبيب أعصاب فرنسي وبروفيسور في علم الأمراض التشريحي. يُعرف اليوم لعمله في مجال التنويم المغناطيسي والهستيريا، وخاصة عمله مع مريضة الهيستيريا لويس أوغستين غليزي. يُعرف أيضًا بـ «مؤسس علم الأعصاب الحديث»، ارتبط اسمه مع 15 مصطلحًا طبيًا، بما فيها داء شاركو-ماري-توث وداء شاركو.
يُشار إلى شاركو بلقب «أبو علم الأعصاب الفرنسي وأحد رواد علم الأعصاب». أثر عمله بشكل كبير على تطور مجالات علم الأعصاب وعلم النفس، يدين الطب النفسي الحديث بالكثير لعمل شاركو ومن تَبِع مسيرته. كان «طبيب الأعصاب الفرنسي الأول في أواخر القرن التاسع عشر» ودُعي بلقب «نابليون الأمراض العصبية».

## حياته الشخصية
وُلد في باريس، عمل وعلم في مشفى سالبترير الشهير بعمر 33 عامًا. جذبت سمعته كمدرب الطلاب من جميع أنحاء أوروبا. كان شاركو يملك نفس صفات العالم الموقر دوشن دو بولو إذ تعلم عنده وتتلمذ على يديه.
تزوج شاركو من أرملة غنية تدعى مدام دورفيس، أنجب طفلين عام 1862، جين وجين-بابتيس، وهذا الأخير أصبح طبيبًا ومستكشفًا مشهورًا للقطب.
اتُهم شاركو بالإلحاد.

## مسيرته المهنية
انصب تركيز شاركو الأساسي على علم الأعصاب، إذ كان أول من وصف داء التصلب العديد ومنحه اسمًا. أطلق شاركو على هذا المرض اسم التصلب اللويحي بعد تلخيصه تقارير سابقةً وإضافة ملاحظاته المرضية السريرية الخاصة. تُعرف العلامات الثلاث للتصلب العديد حاليًا بثلاثي شاركو، وهي الرأرأة، والرجفان القصدي، والكلام التلغرافي (المختصر)، رغم أنها غير مميزة لهذا المرض.
لاحظ شاركو أيضًا حدوث تبدلات معرفية، واصفًا مرضاه بأنهم يعانون من «ضعف ملحوظ في الذاكرة» و «بطء تشكل الأفكار». كان أيضًا أول من وصف الاضطراب المعروف بمفصل شاركو أو اعتلال المفاصل لشاركو، وهو تنكس في السطوح المفصلية ناتج عن خسارة مستقبلات الحس العميق. بحث شاركو في وظائف الأجزاء المختلفة من الدماغ ودور الشرايين في النزف المخي.
كان بين أوائل من وصفوا داء شاركو-ماري-توث (سي إم تي). أعلن بيير ماري في فرنسا (الطبيب المقيم عند شاركو) وهاورد هينري توث في إنجلترا عن هذا المرض بشكل متزامن. يدعى هذا المرض أحيانًا بالضمور العضلي الشظوي.
تُعد دراسات شاركو التي أجراها بين عامي 1868 و 1881 عاملًا مهمًا في فهم داء باركنسون. ومن بين تطورات عديدة أخرى وجد شاركو الفرق بين الصمل والضعف وبطء الحركة، وعمل على إعادة تسمية المرض الذي دُعي سابقًا باسم الشلل الرعاشي ليصبح على اسم جيمس باركنسون. لاحظ أيضًا وجود عدة أنواع لداء باركنسون، مثل داء باركنسون المترافق مع فرط بسط. نال شاركو منصبه المهني الأوروبي الأول كبروفيسور في الأمراض السريرية للجهاز العصبي عام 1882.

### دراساته في التنويم المغناطيسي والهستريا
يُعد عمل شاركو في مجال التنويم المغناطيسي والهستيريا أبرز ما يُعرف به اليوم. وعلى وجه الخصوص، يُذكر شاركو بعمله مع مريضة الهستيريا لويس أوغستن غليزي، والتي زادت شهرته بشكل ما خلال حياتها، لكن تبقى ماري بلانش ويتمان المعروفة بملكة الهستيريا أشهر مريضة هستيريائية في التاريخ. اعتقد شاركو أن الهستيريا هي اضطراب عصبي أصيب به المريض نتيجة عوامل وراثية تؤثر في جهازه العصبي، ولكن قبيل نهاية حياته استنتج أن الهستيريا كانت مرضًا نفسيًا.
بدأ شاركو دراسته للهستريا للمرة الأولى بعد إنشاء ردهة خاصة للنساء غير المصابات بالخبل واللواتي يعانين من «صرع هستيريائي». اكتشف أن هناك شكلين مختلفين من الهستيريا عند تلك النسوة: الهستيريا الصغرى والهستيريا الكبرى. تطور اهتمامه بالهستيريا والتنويم المغناطيسي في وقت كان فيه العوام مسحورين بـ «المغناطيسية الحيوانية» (التأثير الجنسي الذي يحدثه الإنسان على غيره) و «سحر التنويم المغناطيسي»، أوصله اهتمامه لاحقًا إلى طريقة لتحريض التنويم المغناطيسي. أدت دراسته للهستيريا إلى سوء سمعته العلمية والاجتماعية.   

## كتب بوغو سلافسكي ووالوسينسكي وفيرنو
يعتبر شاركو ومدرسته أن التنويم المغناطيسي ميزة سريرية للهستيريا، وبالنسبة لأعضاء مدرسة سالبيترير، فسهولة التأثر بالتنويم المغناطيسي هي مرادف للمرض، مثل الهستيريا على سبيل المثال، رغم أنهم أدركوا لاحقًا.... أنه يجب تمييز التنويم المغناطيسي الكبير (في الهستيريا) عن التنويم المغناطيسي الصغير، الذي يوافق التنويم عند الأشخاص العاديين.
عارض شاركو بشكل عنيف التعصب الطبي والشعبي واسع الانتشار الموجه نحو مرضى الهستيريا، والذي ظهر لأن هذا المرض نادرًا ما يصيب الرجال، مظهرًا عدة حالات من الهستيريا الذكورية الرضية. وشرح أنه بسبب هذا التعصب لا يُعترف بهؤلاء المرضى حتى من قبل أطباء بارزين، وأن هذا المرض قد يصيب شخصيات ذكورية كمهندسي سكك الحديد والجنود.
إن تحليل شاركو، وبالأخص رؤيته للهستيريا على أنها حالة عضوية يمكن أن تحدث بعد التعرض لرض، فتح الطريق أمام فهم الأعراض العصبية الناجمة عن رضوض الحوادث الصناعية والمتعلقة بالحروب.
انتقد هيبوليت برنيم موقف مدرسة سالبترير من التنويم المغناطيسي بشكل حاد، وهو من أفضل أطباء الأعصاب عبر التاريخ. نادى بيرنم بأن ظاهرة التنويم المغناطيسي والهستيريا التي اشتهر شاركو بكشفها كانت في الحقيقة بسبب الإيحاء. ولكن شاركو بنفسه كان لديه مخاوف طويلة الأمد من استخدام التنويم المغناطيسي في العلاج ومن تأثيره على المرضى. كان يخشى أيضًا من انعدام الاهتمام العلمي به بسبب جاذبية التنويم المغناطيسي ذو النزعة الحسية (الإثارية)، وأن النزاع مع بيرنم، الذي تفاقم مع تلميذ شاركو، المدعو جورج جيل دو لا توريت، قضى على التنويم المغناطيسي.
فكر شاركو بالفن على أنه أداة هامة في التشريح السريري. استخدم صورًا ولوحات في صفوفه ومؤتمراته رسم العديد منها بنفسه أو بواسطة طلابه، مارس شاركو الرسم أيضًا خارج مجال علم الأعصاب على أنها هواية شخصية. وعلى غرار دوشن، يعتبر شاركو  أهم من أدخل التصوير الفوتوغرافي مع الوسائل الدراسية للحالات العصبية.

## آراء خاطئة عن شاركو
ظهرت آراء خاطئة عن شاركو بوصفه قاسيًا واستبداديًا انطلاقًا من بعض المصادر التي اعتمدت على رواية ذاتية خيالية أطلقها أكسل مونث بعنوان قصة سان ميشيل (1929). ادعى مورث أنه كان مساعد شاركو، لكنه في الحقيقة لم يكن سوى طالب طب من بين مئات الطلبة الآخرين. كان اتصال مونث الأقرب مع شاركو عندما ساعد مريضة شابة على الهرب من جناح المشفى وأخذها إلى منزله. هدده شاركو بإخبار الشرطة وطلب عدم السماح لمونث بالوجود في أجنحة المشفى ثانيةً.
في رسالة أرسلت عام 1931 إلى مجلة نيويورك تايمز بوك ريفيو، صرح جين بابتيست شاركو ابن شاركو الذي كان طالبًا رسميًا عند والده في مدرسة سالبترير:
أستطيع أن أشهد أن الدكتور مونث لم يتدرب تحت يدي والدي، وأضيف أنه رغم حضوره عرضًا دروس شاركو، حاله حال المئات من الطلاب الآخرين، فإنه لم يتدرب على يديه وبالتأكيد لم ينل القرب الذي يفخر به (في عمله الأخير، ذكريات وهوى). كنت أنا نفسي طالبًا في سالبيترير وقتها ويمكن أن أشهد أنه لم يكن أحد طلابه وأن والدي لم يعرفه. كل شيء قاله عن البروفيسور شاركو كان مزيفًا...
في السيرة الذاتية لبينجت جانغفيلت عام 2008 بعنوان أكسل مونث: الطريق إلى سان ميشيل، صرح أن «شاركو لم يُذكر في أي رسالة صدرت من أكسل من بين المئات التي احتفظ بها خلال سنواته في باريس».

## روابط خارجية
- جان مارتن شاركو على موقع الموسوعة البريطانية (الإنجليزية)
- جان مارتن شاركو على موقع إن إن دي بي (الإنجليزية)